# Villers-les-Ormes
Villers-les-Ormes és un municipi francès, situat al departament de l'Indre i a la regió de Centre – Vall del Loira. L'any 2007 tenia 397 habitants.

## Demografia

### Població
El 2007 la població de fet de Villers-les-Ormes era de 397 persones. Hi havia 148 famílies, de les quals 24 eren unipersonals (12 homes vivint sols i 12 dones vivint soles), 40 parelles sense fills, 72 parelles amb fills i 12 famílies monoparentals amb fills.
La població ha evolucionat segons el següent gràfic:
Habitants censats

### Habitatges
El 2007 hi havia 156 habitatges, 147 eren l'habitatge principal de la família, 1 era una segona residència i 8 estaven desocupats. 154 eren cases i 2 eren apartaments. Dels 147 habitatges principals, 123 estaven ocupats pels seus propietaris, 23 estaven llogats i ocupats pels llogaters i 1 estava cedit a títol gratuït; 1 tenia una cambra, 4 en tenien dues, 19 en tenien tres, 41 en tenien quatre i 82 en tenien cinc o més. 132 habitatges disposaven pel capbaix d'una plaça de pàrquing. A 41 habitatges hi havia un automòbil i a 98 n'hi havia dos o més.

### Piràmide de població
La piràmide de població per edats i sexe el 2009 era:
| Homes | Edats   | Dones |
| ----- | ------- | ----- |
| 0     | 95 o +  | 0     |
| 0     | 90 a 94 | 0     |
| 0     | 85 a 89 | 0     |
| 4     | 80 a 84 | 0     |
| 4     | 75 a 79 | 12    |
| 4     | 70 a 74 | 4     |
| 4     | 65 a 69 | 4     |
| 8     | 60 a 64 | 8     |
| 24    | 55 a 59 | 12    |
| 8     | 50 a 54 | 8     |
| 20    | 45 a 49 | 28    |
| 8     | 40 a 44 | 16    |
| 8     | 35 a 39 | 0     |
| 12    | 30 a 34 | 16    |
| 16    | 25 a 29 | 12    |
| 4     | 20 a 24 | 12    |
| 12    | 15 a 19 | 12    |
| 4     | 10 a 14 | 4     |
| 8     | 5 a 9   | 8     |
| 12    | 0 a 4   | 8     |

## Economia
El 2007 la població en edat de treballar era de 268 persones, 210 eren actives i 58 eren inactives. De les 210 persones actives 201 estaven ocupades (103 homes i 98 dones) i 9 estaven aturades (5 homes i 4 dones). De les 58 persones inactives 24 estaven jubilades, 22 estaven estudiant i 12 estaven classificades com a «altres inactius».

### Ingressos
El 2009 a Villers-les-Ormes hi havia 159 unitats fiscals que integraven 425,5 persones, la mediana anual d'ingressos fiscals per persona era de 19.449 €.

### Activitats econòmiques
Dels 9 establiments que hi havia el 2007, 2 eren d'empreses de construcció, 2 d'empreses de comerç i reparació d'automòbils, 1 d'una empresa d'hostatgeria i restauració, 1 d'una empresa immobiliària, 1 d'una empresa de serveis i 2 d'empreses classificades com a «altres activitats de serveis».
Dels 2 establiments de servei als particulars que hi havia el 2009, 1 era una fusteria i 1 lampisteria.
L'únic establiment comercial que hi havia el 2009 era una botiga de menys de 120 m².
L'any 2000 a Villers-les-Ormes hi havia 11 explotacions agrícoles que ocupaven un total de 1.520 hectàrees.

## Poblacions més properes
El següent diagrama mostra les poblacions més properes.